# Tony Garnier (arquitecto)
Tony Garnier (Lyon, 13 de agosto de 1869 - Roquefort-la-Bédoule, 19 de enero de 1948) fue un arquitecto y urbanista francés. Fue alumno de la École des Beaux-Arts y obtuvo el Gran Prix de Roma. Tony Garnier es considerado el primer arquitecto urbanista del siglo XX.
En 1904 presentó su proyecto urbanístico de «ciudad industrial» para 35 000 habitantes, en la línea de las utopías socialistas, mas no tuvo éxito, por lo que se estableció en Lyon donde llevó a cabo una serie de grandiosas obras públicas que no se terminaron de realizar debido al estallido de la Primera Guerra Mundial.

## Biografía
Nace en Lyon en el barrio de la Croix-Rousse. Es un hijo de obreros tejedores de seda. Su padre Pierre Garnier, es diseñador en sedería, su madre Anne Evrard, es tejedora. Desde su juventud, tuvo que hacer frente a las condiciones de vida de esos obreros de la seda. Así quiso, muy temprano, a través de su pasión, la arquitectura, lograr  una solución al problema social del alojamiento. Inventar una nueva manera de pensar el alojamiento será una de sus preocupaciones más importantes.
Se formó en la École Nationale des Beaux -Arts, en Lyon (1886), y en la École des Beaux-Arts de París (1890). Frecuentó los círculos socialistas donde recibió las influencias de Jean Jeures y de Emile Zola. 
Obtuvo el Gran Prix de Roma 1899. Muere el 19 de enero de 1948 en Roquefort-la-Bédoule, sin descendencia. Su cuerpo fue repatriado a Lyon en noviembre de 1949, al cementerio de la Croix-Rousse. En su elogio, Edouard Herriot dirá de él: 

Este constructor, este realista era humano espontáneamente. Su sensibilidad igualaba su modestia. Su cultura se revelaba, a menudo, sorprendente. Si Tony Garnier fue un maestro con todo lo que esa palabra contiene de nobleza y de inteligencia. Un maestro, es decir un guía y un ejemplo... Pero, para él, el hombre era tan admirable como el sabio; sus cualidades morales estaban a la altura de su genio.
Edouard Herriot

## Una ciudad industrial

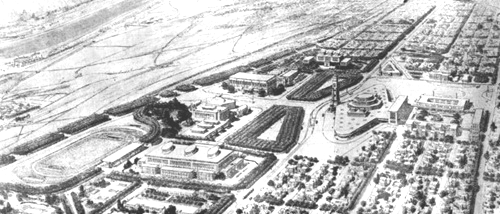
Plano vista aérea de "una ciudad industrial"

Una «Ciudad Industrial» fue el proyecto social y urbanista más importante de este arquitecto, que presentó en 1901 y no fue bien recibido por los grupos conservadores. 
El proyecto inicial se propuso sobre un terreno concreto, montañoso y llano a la vez y próximo a un río. Pensada para unas 35.000 personas, la Ciudad Industrial se planteó como un nuevo modo de vida, era un nuevo concepto de ciudad socialista en la cual no eran necesarias ni cárceles, ni cuarteles, ni tribunales, ni murallas. Una ciudad sin propiedad privada. 
Diferenció cuatro funciones principales: residencial, laboral, esparcimiento y transporte y destinó una gran parte de su superficie a zonas verdes. La estructura estaba basada en una zona con un barrio residencial, un centro urbano, una zona industrial, una estación ferroviaria y los edificios públicos necesarios. 
Estableció una tipología de vivienda de dos alturas de acuerdo con unas normas de ventilación, soleamiento y espacios verdes. También determinó una jerarquía de calles de diferentes anchuras arboladas a ambos lados y estableció una distinción entre la circulación peatonal y rodada, y entre las vías de paso de circulación local y circulación de tránsito. 
Adelantándose a su época ideó respuestas a las necesidades de vivienda, de trabajo, de producción de energía, de transporte, de estudios y de ocio, utilizando materiales modernos (hormigón armado, metal, vidrio). Marcado por su formación, el estilo de Garnier conservó ciertas referencias a la antigüedad clásica y un profundo sentido de la monumentalidad. La luz, la vegetación, la ventilación y la higiene fueron para Tony Garnier los fundamentos del urbanismo moderno.
Así pues Garnier sentó las bases de la Carta de Atenas de los CIAM (Congreso Internacional de Arquitectura Moderna). En 1932 elaboró una versión con un suplemento en el que desarrollaba las zonas residenciales de mayor densidad. No se quedó en un nivel superficial, desarrolló con profundidad todos los aspectos y alcanzó un grado altísimo de definición, incluso llegó a diseñar cada tipología de edificios con absoluto detalle.

## Obras
Con el apoyo del alcalde socialista Édouard Herriot, realizó en Lyon importantes edificios, directamente inspirados en su Ciudad Industrial, como el matadero de la Mouche, para el que ideó una gran nave de estructura metálica (hoy lonja Tony Garnier), y el estadio olímpico (1913-1916). Entre 1915 y 1935 construyó el hospital de Grange-Blanche (hoy Édouard Herriot), constituido por 22 pabellones y un conjunto de viviendas que componen el barrio de los Estados Unidos, en Villeurbanne. Para el edificio del Ayuntamiento de Boulogne-Billancourt, construido entre 1931 y 1934, diseñó así mismo el mobiliario y la decoración. 

## Museo Urbano Tony Garnier
Este museo a cielo abierto es muy original ya que presenta a la vez un barrio de viviendas de interés social construido en los años 30 por Tony Garnier, un apartamento testigo de la época pero también un recorrido a través de 25 muros pintados sobre los inmuebles. Estos murales nos permiten descubrir cómo él echó mano de todos sus bosquejos para construir la ciudad de Lyon.